# Campionato d'Asia per club 1992-1993
Il Campionato d'Asia per club 1992-1993 è stata la 12ª edizione del massimo torneo calcistico asiatico per
squadre di club maggiori maschili.

## Formato
Vennero confermate le modalità di svolgimento del torneo introdotte nell'edizione precedente, con un turno preliminare ad eliminazione diretta, fase a gironi e fase finale ad eliminazione diretta con finali per il primo e il terzo posto. Tutti gli incontri si sono svolti in Bahrein.

## Risultati

### Fase preliminare

#### Primo turno
| Squadra 1   | Totale | Squadra 2 | Andata | Ritorno |
| ----------- | ------ | --------- | ------ | ------- |
| PAS Teheran | 5 - 2  | Al-Arabi  | 2 - 3  | 2 - 0   |
| Arseto Solo | 3 - 2  | Hải Quan  | 0 - 0  | 3 - 2   |

#### Secondo turno
| Squadra 1   | Totale | Squadra 2    | Andata | Ritorno |
| ----------- | ------ | ------------ | ------ | ------- |
| Arseto Solo | 3 - 2  | Kota Rangers | 1 - 1  | 2 - 1   |

#### Terzo turno
| Squadra 1         | Totale | Squadra 2      | Andata | Ritorno |
| ----------------- | ------ | -------------- | ------ | ------- |
| Thai Farmers Bank | 2 - 3  | Arseto Solo    | 2 - 0  | 0 - 3   |
| Liaoning          | 4 - 4  | Verdy Kawasaki | 3 - 3  | 1 - 1   |

### Fase a gironi

#### Gruppo A
| Squadra        | P.ti | G | V | P | S | RF | RS | DR |
| -------------- | ---- | - | - | - | - | -- | -- | -- |
| Verdy Kawasaki | 5    | 3 | 2 | 1 | 0 | 5  | 0  | +5 |
| Al-Shabab      | 4    | 3 | 1 | 2 | 0 | 4  | 1  | +3 |
| Al-Muharraq    | 3    | 3 | 1 | 1 | 1 | 4  | 3  | +1 |
| Arseto Solo    | 0    | 3 | 0 | 0 | 3 | 0  | 9  | -9 |

| dicembre 1992 | Verdy Kawasaki | 0 – 0 | Al-Shabab |  |

| dicembre 1992 | Verdy Kawasaki | 2 – 0 | Al-Muharraq |  |

| dicembre 1992 | Verdy Kawasaki | 3 – 0 | Arseto Solo |  |

| dicembre 1992 | Al-Shabab | 1 – 1 | Al-Muharraq |  |

| dicembre 1992 | Al-Shabab | 3 – 0 | Arseto Solo |  |

| dicembre 1992 | Al-Muharraq | 3 – 0 | Arseto Solo |  |

#### Gruppo B
| Squadra     | P.ti | G | V | P | S | RF | RS | DR  |
| ----------- | ---- | - | - | - | - | -- | -- | --- |
| Al-Wasl     | 4    | 2 | 2 | 0 | 0 | 11 | 1  | +10 |
| PAS Teheran | 1    | 2 | 0 | 1 | 1 | 1  | 2  | -1  |
| Wohaib      | 1    | 2 | 0 | 1 | 1 | 2  | 11 | -9  |

| dicembre 1992 | Al-Wasl | 1 – 0 | PAS Teheran |  |

| dicembre 1992 | Al-Wasl | 10 – 0 | Wohaib |  |

| dicembre 1992 | PAS Teheran | 1 – 1 | Wohaib |  |

### Fase ad eliminazione diretta

#### Semifinali
| gennaio 1993 | PAS Teheran | 2 – 1 (d.t.s.) | Verdy Kawasaki |  |

| gennaio 1993 | Al-Shabab | 2 – 2 | Al-Wasl |  |

#### Finale per il terzo posto
| gennaio 1993 | Verdy Kawasaki | 3 – 4 | Al-Wasl |  |

#### Finale
| 22 gennaio 1993 | PAS Teheran | 1 – 0 | Al-Shabab |  |